# Gösta von Hennigs

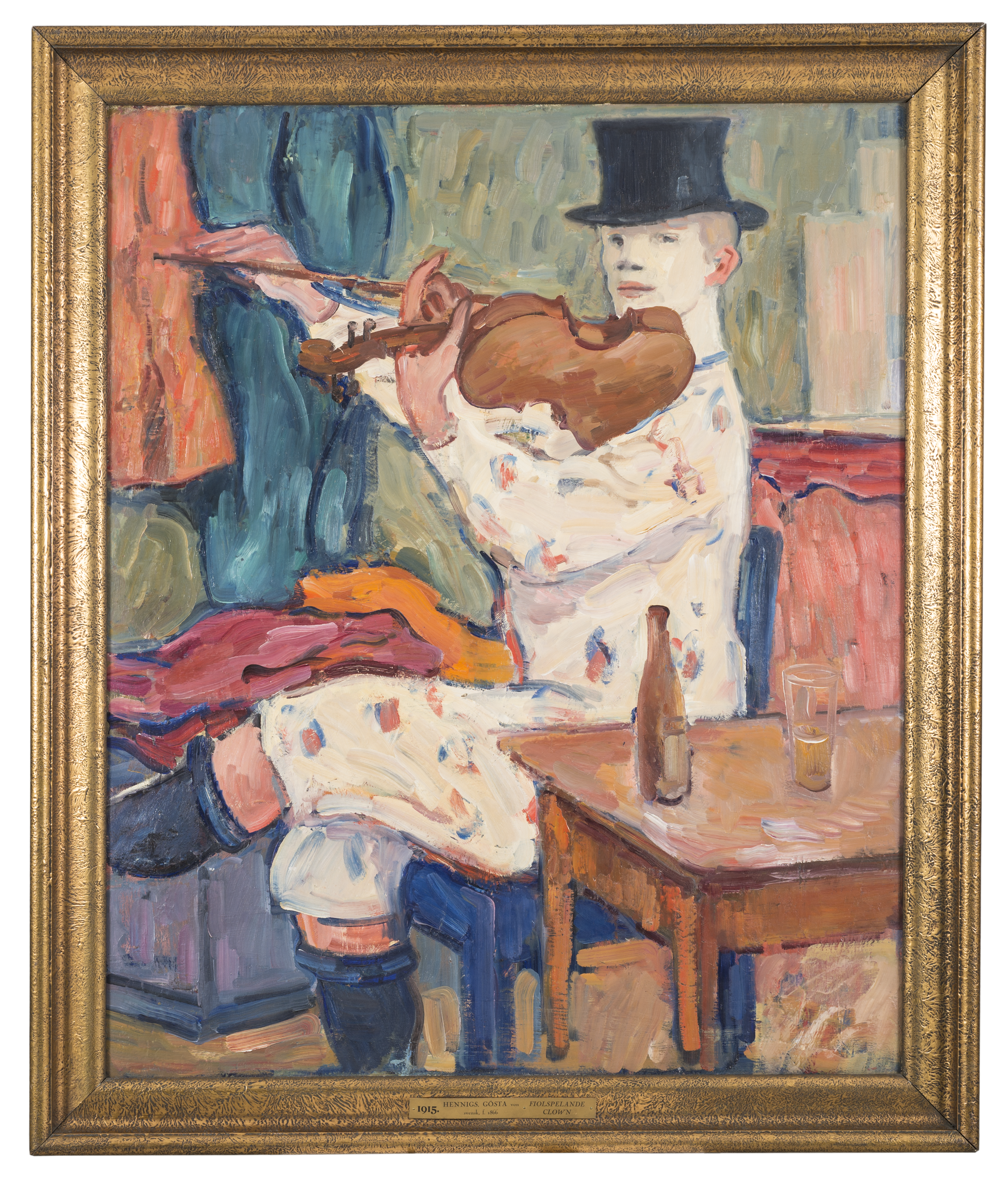
Fiolspelande clown, målning av Gösta von Hennigs från 1915. (Nationalmuseum)

Carl Gustaf (Gösta) Albert von Hennigs, född 15 april 1866 i Rogslösa församling i Östergötland, död 26 december 1941 i Stockholm, var en svensk målare.
von Hennigs studerade vid Konstnärsförbundets skola 1891-1893 för Richard Bergh, Per Hasselberg och Anders Zorn och han målade gatubilder i blått skymningsljus. Han deltog i flera av Konstnärsförbundets utställningar, där han också var medlem, fram till förbundets upplösning 1920. Han var tillförordnad professor vid Konsthögskolan åren 1928-1933. Först målade han stockholmsmotiv i impressionistisk stil. Men senare fann han sin egen nya motivkrets, det var arenan, manegen och cirkuslivet. von Hennigs hämtade från 1903 gärna sina motiv inom cirkuslivet och varietés värld och han kallas ibland cirkusmålaren. Vi möter akrobater, jonglörer och clowner i hans målningar, både i oljemålningar och i akvareller. Motiven är ofta målade i impressionistisk stil i starkt sprakande färger. Utgående från impressionismen och i sin dekorativa bredd påverkad av det japanska färgtrycket valde han gärna en bildställning som påminde om  Edgar Degas.
Några exempel på målningar som han blev känd för var Skolryttarinna (1906), På Vaxholms veranda (1910) och Spansk dans (1912). Målningen Spansk dans visades första gången på Konstnärsförbundets utställning i Stockholm 1912, en utställning som för Gösta von Hennigs del innebar ett genombrott. Prins Eugen köpte målningen på utställningen och ytterligare åtta verk av honom, som införlivades med konstsamlingen på Prins Eugens Waldemarsudde. I ett citat i Svenska Dagbladets Årsbok gällande händelserna 1941 står det:
"Fångandet av rörelsen och spelet av ljus och färger utgör den positiva insatsen i Hennigs måleri. Å andra sidan äger det genom den starka begränsningen till ögats sensationer trots de temperamentsfulla motiven en kylighet, som inte alltid kan överskylas."

## Representerad
- Nationalmuseum i Stockholm[8]
- Thielska galleriet i Stockholm
- Göteborgs konstmuseum i Göteborg[6]
- Statens Museum for Kunst i Köpenhamn[6]
- Norrköpings konstmuseum[9]
- Moderna Museet i Stockholm, En sommarnatt, I klädlogen, Brand, Kinesjonglös och Fiolspelande clown. Cirkusryttarinna 1923, Spansk dans 1912 och Primadonna
- Prins Eugens Waldemarsudde, Stockholm, Akrobartflickan
- Norrköpings konstmuseum i Norrköping, Pierrots kärleksförklaring (1919).
- I Malmö konstmuseum i slottet Malmöhus i Malmö och på Nationalmuseet (Köpenhamn), som är Danmarks statliga, kulturhistoriska huvudmuseum, finns han även representerad med teckningar.

Gösta von Hennigs är begravd på Norra begravningsplatsen utanför Stockholm.